# Мілфорд-Сентер (Огайо)
Мілфорд-Сентер (англ. Milford Center) — селище (англ. village) в США, в окрузі Юніон штату Огайо. Населення — 807 осіб (2020).

## Географія
Мілфорд-Сентер розташований за координатами 40°10′46″ пн. ш. 83°26′19″ зх. д. / 40.17944° пн. ш. 83.43861° зх. д. (40.179306, -83.438540).  За даними Бюро перепису населення США в 2010 році селище мало площу 1,10 км², з яких 1,06 км² — суходіл та 0,04 км² — водойми.

## Демографія
Згідно з переписом 2010 року, у селищі мешкали 792 особи в 299 домогосподарствах у складі 220 родин. Густота населення становила 723 особи/км².  Було 324 помешкання (296/км²).
Расовий склад населення:
| - 96,8 % — білих - 0,5 % — чорних або афроамериканців - 0,4 % — корінних американців - 0,3 % — азіатів |

До двох чи більше рас належало 2,0 %. Частка іспаномовних становила 0,6 % від усіх жителів.
За віковим діапазоном населення розподілялося таким чином: 28,0 % — особи молодші 18 років, 61,4 % — особи у віці 18—64 років, 10,6 % — особи у віці 65 років та старші. Медіана віку мешканця становила 34,9 року. На 100 осіб жіночої статі у селищі припадало 88,6 чоловіків;  на 100 жінок у віці від 18 років та старших — 90,0 чоловіків також старших 18 років.
Середній дохід на одне домашнє господарство  становив 58 889 доларів США (медіана — 52 292), а середній дохід на одну сім'ю — 62 303 долари (медіана — 58 438). Медіана доходів становила 48 667 доларів для чоловіків та 31 023 долари для жінок. За межею бідності перебувало 11,3 % осіб, у тому числі 14,7 % дітей у віці до 18 років та 1,9 % осіб у віці 65 років та старших.
Цивільне працевлаштоване населення становило 341 осіб. Основні галузі зайнятості: мистецтво, розваги та відпочинок — 17,6 %, виробництво — 14,7 %, науковці, спеціалісти, менеджери — 11,7 %, освіта, охорона здоров'я та соціальна допомога — 10,9 %.